# Marcelino Sanz de Sautuola
Marcelino Sanz de Sautuola lub Marcelino de Sautuola (ur. 1831 w Santanderze, Kantabria, zm. 1888) – hiszpański arystokrata, prawnik i archeolog amator, właściciel terenów, na których odkryta została jaskinia Altamira.

## Altamira
Jaskinia Altamira, słynna z kolekcji unikatowych malowideł prahistorycznych, była znana od stuleci okolicznym mieszkańcom, ale szersza opinia publiczna dowiedziała się o jej istnieniu dopiero w roku 1868, kiedy to została „odkryta” przez myśliwego Modesto Peresa.
Don Sautuola zaczął ją badać w roku 1875, ale dopiero cztery lata później zwrócił uwagę na malowidła na pułapie (pokazała mu je 9-letnia córka Maria). Sautuola, który rok wcześniej widział podobne paleolityczne rysunki i malowidła eksponowane na Wystawie Światowej w Paryżu, trafnie odgadł, że malowidła z Altamiry pochodzą z epoki kamiennej. Do pomocy przy badaniu znaleziska wezwał archeologa z Uniwersytetu Complutense w Madrycie.

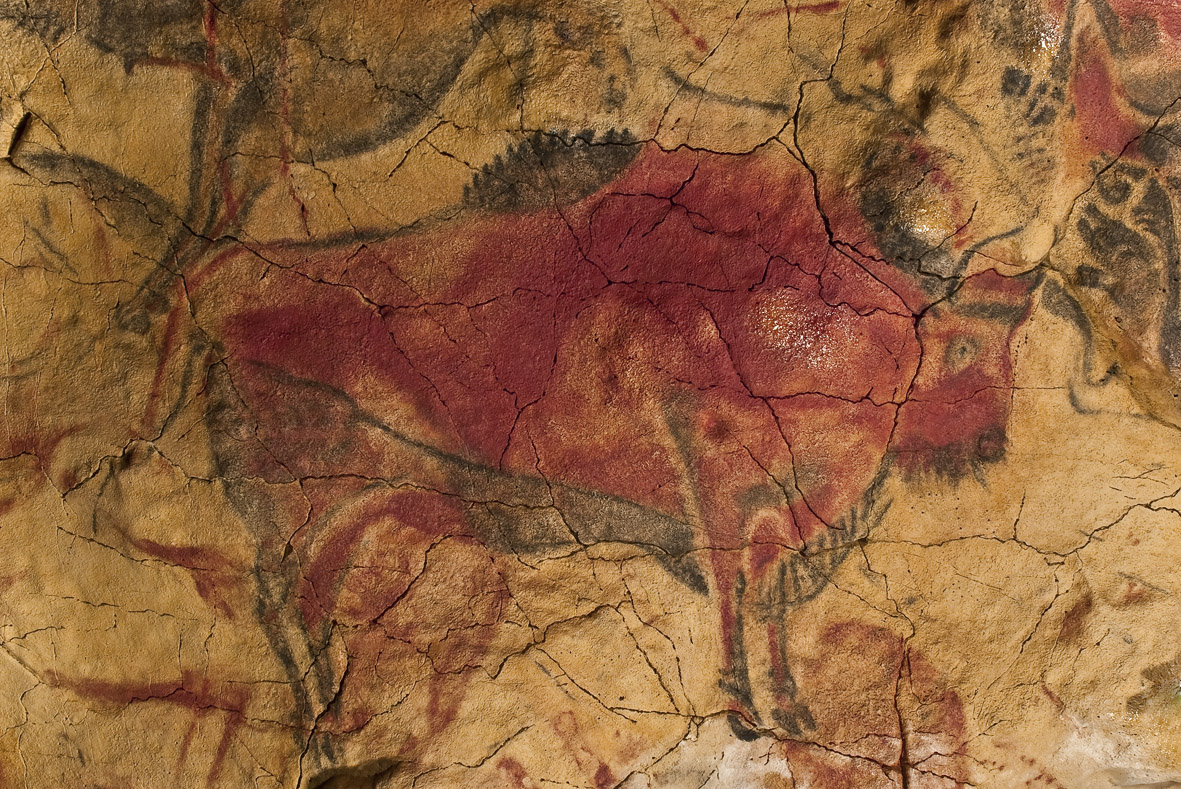
Fragment rysunku naskalnego w jaskini Altamira

### Skutki odkrycia
Profesor Juan Vilanova y Piera potwierdził przypuszczenia Sautuoli i w roku 1880 ogłosili wspólny komunikat w prasie, co wywołało powszechne zaciekawienie. Tymczasem środowisko naukowe było bardzo sceptyczne i nie uznało malowideł za starożytne. Francuscy badacze, a zwłaszcza ich guru Gabriel de Mortillet, byli szczególnie nieustępliwi wobec hipotezy Sautuoli i Piery, a odkrycie zostało publicznie wyśmiane podczas Kongresu Prahistorycznego w Lizbonie. Ze względu na wysoką jakość artystyczną i wyjątkowo dobry stan malowideł, Sautuola był wręcz oskarżany o fałszerstwo. Sąsiad-ziemianin powiedział dziennikarzom, że malowidła wykonał współczesny artysta na zlecenie Sautuoli.
Dopiero w 1902 roku, kiedy odkryto kilka innych miejsc z prahistorycznymi malowidłami, zaczęto przyjmować, że znaleziska z jaskini Altamira są autentyczne, a środowisko naukowe wycofało się z krytycznego nastawienia wobec Hiszpanów. Znany francuski archeolog Emil Cartailhac, który był jednym z najbardziej zagorzałych przeciwników autentyczności malowideł, zdecydowanie przyznał się do popełnienia błędu w sensacyjnym artykule Mea culpa d’un sceptique, opublikowanym w miesięczniku „L’Anthropologie” w 1904 roku.
Sautuola nie doczekał przywrócenia mu dobrego imienia, ani potwierdzenia autentyczności znaleziska przez Cartailhaca, bowiem zmarł 16 lat wcześniej. Nowoczesne metody badawcze pozwoliły ustalić, że malowidła z Altamiry powstawały w okresie od 11 do 19 tysięcy lat temu.